# Holmsund

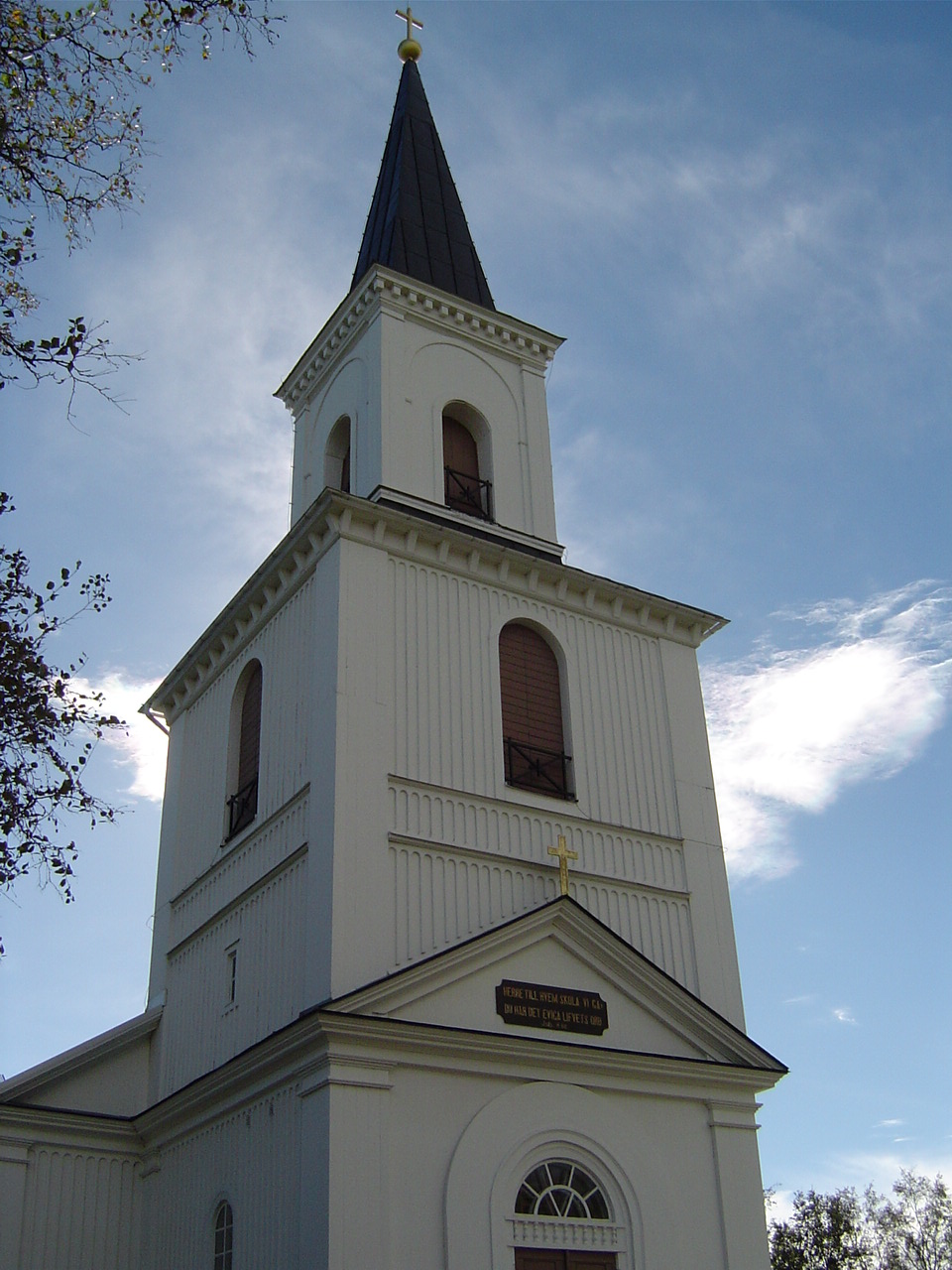
Holmsunds Kyrka

Holmsund ist ein schwedischer Ort in der Gemeinde Umeå. 2015 hatte der Ort 5962 Einwohner.
Holmsund liegt 18 Kilometer südlich von Umeå, der Hauptstadt der Gemeinde Umeå. Es gibt eine regelmäßige Fährverbindung mit der finnischen Stadt Vaasa. Bahnanschluss besitzt Holmsund seit 1922, als eine seit 1896 bestehende Verbindung zwischen Vännäs an der Hauptstrecke Stockholm–Boden (Stambanan genom övre Norrland) und Umeå verlängert wurde. Seit Eröffnung der Botniabanan 2010 ist Holmsund an den neu errichteten Bahnhof Umeå östra (Umeå Ost) angebunden; ab Umeå gibt es bereits seit 1988 nur noch Güterverkehr.
Holmsund lebt hauptsächlich von der Holz- und Papierindustrie, wobei der Ort wegen seines Hafens einen der Umschlagplätze der Region darstellt. Das schwedische Unternehmen Svenska Cellulosa Aktiebolaget betreibt im Ort eine Zellulosefabrik.
Überregionale Bekanntheit erreichte die Fußballmannschaft von IFK Holmsund, als diese 1967 eine Spielzeit in der Allsvenskan spielte.

## Söhne und Töchter des Ortes
- Hjalmar Bergström (1907–2000), schwedischer Skilangläufer
- Kjell-Olof Feldt (1931–2025), schwedischer Finanzminister 1982–1990
- Lisa Miskovsky (* 1975), schwedische Musikerin